# Stylophoronychus guangzhouensis
Stylophoronychus guangzhouensis är en spindeldjursart som först beskrevs av Ma och Yuan 1980.  Stylophoronychus guangzhouensis ingår i släktet Stylophoronychus och familjen Tetranychidae. Inga underarter finns listade i Catalogue of Life.